# Esthemopsis lithosina
Esthemopsis lithosina är en fjärilsart som beskrevs av Bates 1868. Esthemopsis lithosina ingår i släktet Esthemopsis och familjen Riodinidae. Inga underarter finns listade i Catalogue of Life.